# The Wolf Among Us 2
The Wolf Among Us 2 é um futuro jogo de aventura gráfica episódico que está sendo desenvolvido e publicado pela Telltale Games com a assistência do AdHoc Studio, um estúdio formado por ex-funcionários da Telltale . É uma sequência do jogo de 2013 The Wolf Among Us , com o título se passando seis meses após os eventos do título anterior.

## Desenvolvimento
Quando The Wolf Among Us foi concluido em Julho de 2014, Telltale Games tinha pensado em fazer uma segunda temporada, mas eles já estavam comprometidos com os projetos que levariam a Tales from the Borderlands, Minecraft: Story Mode, e Game of Thrones. A empresa estava ciente de um forte interesse em uma segunda temporada durante os anos intermediários e estava procurando o momento certo para desenvolvê-la.
Uma segunda temporada ainda sem nome foi anunciada na San Diego Comic-Con 2017 e estava originalmente programada para estrear em 2018 para computadores pessoais, consoles e dispositivos móveis. Adam Harrington e Erin Yvette iriam reprisar seus papéis como Bigby Wolf e Branca de Neve, respectivamente. Job Stauffer disse que a segunda temporada não resolveria o aparente cliffhanger relacionado à conexão de Nerissa com Faith; ele disse que era para ser um final semelhante a uma obra de filme noir que fazia o espectador pensar sobre as implicações, mas nunca viu isso como um cliffhanger. Em vez disso, a segunda temporada teria continuado com mais narrativa relacionada a Bigby e Branca de Neve. Em maio de 2018, a Telltale anunciou que, devido a recentes problemas internos do estúdio, eles tiveram que adiar o lançamento da sequência até 2019. Em setembro de 2018, a Telltale teve o estúdio fechado devido a "desafios intransponíveis", cancelando a segunda temporada de The Wolf Among Us, entre outros projetos em desenvolvimento.
Após o renascimento da Telltale pela LCG Entertainment, The Wolf Among Us foi um dos títulos readquiridos pela LCG, mas nenhum anúncio foi feito naquela época sobre a sequência. A empresa anunciou o The Wolf Among Us 2 no The Game Awards 2019. A sequência continuará os eventos após o primeiro jogo, embora ainda permaneça como uma prequela da série de quadrinhos. O jogo está sendo desenvolvido em associação com o AdHoc Studio, formado pela antiga equipe da Telltale Games, que se concentrará na narrativa do jogo e nos elementos cinematográficos, enquanto a Telltale implementará a jogabilidade e outros designs. Além do retorno da equipe da Telltale, Harrington e Yvette retornarão para dar voz a Bigby e Branca de Neve, e Jared Emerson-Johnson comporá a música para o jogo. O jogo estava sendo desenvolvido no Unreal Engine 4 antes de ser atualizado para o Unreal Engine 5 durante 2023, e será lançado em uma abordagem episódica. Esta sequência será trabalhada completamente do zero, sem usar nenhuma das ideias e do trabalho inicial que havia sido feito sob o antigo banner da Telltale antes de seu fechamento. Ao contrário da abordagem do ciclo de desenvolvimento anterior na antiga Telltale, onde cada episódio era desenvolvido de forma independente, todos os episódios de The Wolf Among Us 2 estão sendo desenvolvidos simultaneamente. O jogo estava previsto para ser lançado em 2023, mas em 1 de março de 2023, a Telltale anunciou que o jogo seria adiado para 2024. A equipe de desenvolvimento decidiu que mudar para o Unreal Engine 5 "valeria a pena o esforço" de refazer muito do trabalho que já foi feito no Unreal Engine 4 devido à abundância de recursos em uma versão mais recente do mecanismo e a decisão de atraso foi tomada para evitar fazer crunch durante essa mudança.
A Telltale teve que demitir parte de sua equipe em setembro de 2023 devido às "condições de mercado", embora tenha afirmado que o trabalho em The Wolf Among Us 2 estava em andamento. O artista cinematográfico da Telltale, Jonah Huang, que trabalhou no estúdio tanto na versão atual quanto na original, foi um dos afetados e afirmou que o estúdio "demitiu a maioria de nós no início de setembro".